# Kanton Cocani
Der Kanton Cocani ist ein Bezirk im bolivianischen Departamento Potosí.

## Lage
Der Kanton (spanisch: Cantón) Cocani ist einer von zwölf Kantonen im Landkreis (bolivianisch: Municipio) Colcha „K“ in der Provinz Nor Lípez. Er grenzt im Norden an den Kanton Río Grande, im Westen an den Kanton San Cristóbal, im Süden an die Provinz Sur Lípez, und im Osten an die Provinz Sur Chichas.
Der Kanton erstreckt sich zwischen etwa 20° 47' und 21° 26' südlicher Breite und 66° 17' und 66° 58' westlicher Länge, er misst von Norden nach Süden 90 Kilometer, von Westen nach Osten 75 Kilometer. Im südlichen Teil des Kantons liegt der Verwaltungssitz des Kantons, Cocani, mit 166 Einwohnern (Volkszählung 2001).

## Geographie
Der Kanton Cocani liegt auf dem bolivianischen Altiplano zwischen der Cordillera Occidental im Westen und der Cordillera de Lípez im Südosten am Salzsee Salar de Uyuni.
Nennenswerter Niederschlag fällt nur in den Monaten Januar bis März (siehe Klimadiagramm Colcha "K"), die restlichen neun Monate des Jahres sind arid, der Gesamtniederschlag der Region erreicht keine 100 mm im Jahr. Die Jahresdurchschnittstemperatur liegt bei knapp 7 °C, die Monatswerte schwanken nur unwesentlich zwischen 2 °C im Juni/Juli und 9 °C von November bis März, wobei jedoch nächtliche Frostdurchgänge im ganzen Jahr möglich sind.

## Bevölkerung
Die Bevölkerungszahl in dem Kanton lag bei der Volkszählung 2001 bei 1.982 Einwohnern.

## Gliederung
Der Kanton gliedert sich in folgende Unter- oder Subkantone (bolivianisch: vicecantones):
- Subkanton Cocani – 408 Einwohner (2001) (mit der Ortschaft Cocani)
- Subkanton Agua de Castilla – 185 Einw.
- Subkanton Uyuni K – 84 Einw.
- Subkanton Viacha – 115 Einw.
- Subkanton Villa Loma – 44 Einw.
- Subkanton Río Marquez – 70 Einw.
- Subkanton Cieneguillas – 129 Einw.
- Subkanton Loma Colorada – 73 Einw.
- Subkanton Comunidad Pampa Grande – 392 Einw.
- Subkanton Pozo Cavado – 436 Einw.
- Subkanton Comunidad Iscay Uno – 46 Einw.